# Sempron
Sempron é o nome comercial de vários processadores de baixo custo produzidos pela AMD, usando diversas tecnologias e soquetes diferentes.
O Sempron substituiu o AMD Duron e compete com o Intel Celeron.
O nome Sempron deriva-se do latim semper, que significa "sempre", sugerindo então que o Sempron é adequado para "uso diário, prático, e parte da vida cotidiana".

## História e características
O primeiro Sempron era baseado no Athlon XP usando os núcleos Thoroughbred ou Thorton.  Esses modelos usavam o soquete A, 256 KiB de cache L2 e 166 MHz no FSB. Núcleos Thoroughbred nativamente possuem 256 KiB de cache L2, porém Thortons possuem 512 KiB de cache L2, nesse caso metade era desabilitada e podia ser reativada em alguns casos, fazendo modificações com grafite nas pontes do Sempron. Depois, a AMD introduziu o Sempron 3000+, baseado no núcleo Barton com 512 KiB de cache L2.
A segunda geração (núcleos Paris/Palermo) era baseada no Athlon 64 para soquete 754. As diferenças para o Athlon 64 incluiam um menor cache L2, e a falta do suporte da tecnologia AMD64 em modelos iniciais. Fora essas diferenças, o Sempron para soquete 754 divide muitas características com o mais potente Athlon 64, incluindo um controlador de memória intregrado no núcleo, o HyperTransport, e a tecnologia AMD "NX bit".
Na segunda metade de 2005, a AMD adicionou a tecnologia (AMD64) na linha Sempron. Alguns jornalistas (mas não a AMD) costumam se referir a esta revisão como "Sempron 64" para distinguir-la dos Semprons anteriores.
Em 2006, a AMD anunciou o Soquete AM2 e o Soquete S1 para processadores Sempron. Eles eram basicamente iguais à geração anterior, exceto pelo suporte a memórias DDR2 com dual-channel. O TDP das versões padrão é de 62 W (watts), enquanto os novos, com uma revisão para eficiência de energia tiram o TDP reduzido para 35 W. A versão para soquete AM2 também não requer uma voltagem mínima de 1.1 volts para operar, enquanto os Semprons 754 com Cool'n'Quiet precisam.
Em outubro de 2007, a AMD lançou as versões LE da linha Sempron. Os chips LE, de um núcleo, tem TDP de 45 W e cache L2 de até 1 MB em alguns modelos. O clock deles várias de 1,9 GHz, até 2,4 GHz. Eles eram comparáveis, e em alguns casos mais rápidos que modelos de Athlon 64.

## Modelos para Soquete A

### Thoroughbred B/Thorton (130 nm)
- Cache L1: 64 + 64 KiB (Dados + Instruções)
- Cache L2: 256 KiB
- MMX, 3DNow!, SSE
- Socket A (EV6)
- Front side bus: 166 MHz (FSB 333)
- VCore: 1.6 V
- Clock: 1500 MHz - 2000 MHz (2200+ até 2800+)

### Barton (130 nm)
- Cache L1: 64 + 64 KiB (Dados + Instruções)
- Cache L2: 512 KiB
- MMX, 3DNow!, SSE
- Socket A (EV6)
- Front side bus: 166 MHz - 200 MHz (FSB 333 - 400)
- VCore: 1.6 - 1.65 V
- Clock: 2000 MHz - 2200 MHz (Sempron 3000+, Sempron 3300+)

## Modelos para soquete 754

### Paris (130 nm SOI)
- Cache L1: 64 + 64 KiB (Dados + Instruções)
- Cache L2: 256 KiB
- MMX, 3DNow!, SSE, SSE2
- Enhanced Virus Protection (NX bit)
- Controlador de memória DDR integrado (Single channel, compatível com ECC)
- Socket 754, 800 MHz HyperTransport
- VCore: 1.4 V
- Clock: 1800 MHz (3100+)

### Palermo (90 nm SOI)
- Cache L1: 64 + 64 KiB (Dados + Instruções)
- Cache L2: 128/256 KiB
- MMX, 3DNow!, SSE, SSE2
- Suporte a SSE3 nas revisões E3 e E6
- AMD64 na revisão E6
- Cool'n'Quiet (Sempron 3000+ e acima)
- Enhanced Virus Protection (NX bit)
- Controlador de memória DDR integrado (Single channel, compatível com ECC)
- Socket 754, 800 MHz HyperTransport
- VCore: 1.4 V
- Clock: 1400 MHz - 2000 MHz
  - 128 KiB de Cache L2 (Sempron 2600+, 3000+, 3300+)
  - 256 KiB de Cache L2 (Sempron 2500+, 2800+, 3100+, 3400+)

## Modelos para soquete 939

### Palermo (90 nm SOI)
- Cache L1: 64 + 64 KiB (Dados + Instruções)
- Cache L2: 128/256 KiB
- MMX, 3DNow!, SSE, SSE2, SSE3, AMD64 (Revisão E6), Cool'n'Quiet, NX bit
- Controlador de memória DDR integrado (Dual Channel, comátivel com ECC)
- Socket 939, 800 MHz HyperTransport
- VCore: 1.35/1.4 V
- Clockrate: 1800 MHz - 2000 MHz
  - 128 KiB de Cache L2 (Sempron 3000+, 3400+)
  - 256 KiB de Cache L2 (Sempron 3200+, 3500+)

## Modelos para soquete AM2

### Manila (90 nm SOI)
- Cache L2: 64 + 64 KiB (Dados + Instruções)
- Cache L2: 128/256 KiB
- MMX, Extended 3DNow!, SSE, SSE2, SSE3, AMD64, Cool'n'Quiet, NX bit
- Controlador de memória DDR2 integrado (Dual Channel)
- Socket AM2, 800 MHz HyperTransport
- VCore: 1.25/1.35/1.40 V (1.20/1.25 V para versão de consumo eficiente)
- Clock: 1600 MHz - 2000 MHz
  - 128 KiB Cache L2 (Sempron 2800+, 3200+, 3500+)
  - 256 KiB Cache L1 (Sempron 3000+, 3400+, 3600+, 3800+)

### Sparta (65 nm SOI)
- Cache L1: 64 + 64 KiB (Dados + Instruções)
- Cache L2: 256/512 KiB
- MMX, Extended 3DNow!, SSE, SSE2, SSE3, AMD64, Cool'n'Quiet, NX bit
- Controlador de memória DDR2 integrado (Dual Channel)
- Socket AM2, 800 MHz HyperTransport
- VCore: 1.20/1.40 V
- Clockrate: 1900 MHz - 2300 MHz
  - 256 KiB Cache L2 (Sempron LE-1100, LE-1150)
  - 512 KiB Cache L2 (Sempron LE-1250, LE-1300)

## Modelos para soquete AM3

### Sargas (45 nm SOI)
- Cache L1: 128 KiB (Dados + Instruções)
- Cache L2: 1024 KiB
- MMX, Extended 3DNow!, SSE SSE2 SSE3 SSE4A x86-64 AMD-V, Cool'n'Quiet, NX bit
- Controladores de memória  DDR2 e DDR3 integrados (Dual Channel)
- Socket AM3, 2000 MHz HyperTransport
- VCore: 1,35 V
- Consumo: 45 W
- Clock: 2700-2900 MHz
- Temperatura máxima (C): 63

## Modelos para soquete S1 (638)

### Keene (90 nm SOI)
- Cache L1: 64 + 64 KiB (Dados + Instruções)
- Cache L2: 256 or 512 KiB
- MMX, Extended 3DNow!, SSE, SSE2, SSE3, AMD64, Cool'n'Quiet, NX bit
- Controlador de memória DDR2 integrado (Dual Channel)
- Socket S1, 800 MHz HyperTransport
- VCore: 0.950-1.25 V
- Clock: 1000 MHz - 2000 MHz
  - 256 KiB Cache L2 (Sempron 2100+, 3400+)
  - 512 KiB Cache L2 (Sempron 3200+, 3500+, 3600+)